# Oracle Developer Studio
Oracle Developer Studio (ранее Oracle Solaris Studio) — интегрированная среда разработки программ для языков программирования Си, C++ и Фортран, разработанная компанией Sun Microsystems. В OSS включены средства сборки, отладки, профилирования и анализа многопоточных приложений.
Ранее Oracle Solaris Studio называлась Sun Workshop, Forte Developer, Sun ONE Studio и была доступна только на платформе Sun Solaris. Сейчас Oracle Solaris Studio доступна также для OpenSolaris и дистрибутивов на её основе, есть также версия и для Linux. После покупки Sun корпорацией Oracle продукт сменил название с Sun Studio на Oracle Solaris Studio.
Начиная с версии 11, выпущенной в 2005 году, компания Sun Microsystems стала предоставлять разработчикам, зарегистрировавшимся на сайте в Sun Developer Community, возможность бесплатно скачать Sun Studio для Solaris и Linux, который раньше продавался только за отдельную плату. С 2010 года, в результате перехода активов Sun Microsystems в Oracle, среда доступна бесплатно с правом дальнейшего бесплатного распространения по специализированной лицензии. Обновления среды выпускаются синхронно с крупными обновлениями Solaris.

## Особенности
Oracle Solaris Studio обладает особыми оптимизирующими свойствами и нередко генерирует более эффективный и быстродействующий код, чем GCC. В числе оптимизаций, применяемых компиляторами C, C++ и Fortran, примечательны:
- автоматическое распараллеливание кода (опция -xautopar),
- межпроцедурные оптимизации (опция -xipo),
- использование результатов профилирования (-xprofile),
- упреждающая выборка (-xprefetch, -xprefetch_level).

Кроме этого все три компилятора поддерживают OpenMP 2.5, что позволяет добиться высокой производительности на многопроцессорных системах с разделяемой памятью при относительно низких затратах на написание кода. Sun Studio содержит оптимизированную библиотеку Sun Performance Library для решения задач линейной алгебры.
Хотя версия компилятора C++ (5.9), входящего в Sun Studio 12, достаточно хорошо поддерживает ISO/ANSI C++, у предыдущих поддерживаемых Sun версий Sun Studio (11 и ниже) имелись проблемы, связанные с неполной совместимостью со стандартами C++, а также неполной совместимостью с «фактическим стандартом» в мире свободного ПО — компиляторами GNU (GCC). Компилятор Си версии 5.9 имеет более полную поддержку особенностей GCC.

## Компоненты Oracle Solaris Studio
- Компиляторы Си, C++ и Fortran
- Графическая среда разработки, базирующаяся на NetBeans
- Отладчик dbx, интегрированный со средой разработки
- Статические верификаторы кода lint и lock_lint
- Инструмент для распределенной или параллельной сборки приложений dmake
- Профилировщик Performance Analyzer
- Инструмент для поиска ситуаций «data race» — Thread Analyzer
- Инструмент для поиска утечек памяти и ошибок, связанных с неправильным доступом памяти — RTC (Run-Time Checking); является частью dbx

## Поддерживаемые языки
- Си, включая стандарт C99 и некоторые расширения GCC[8]
- C++
- Фортран, включая стандарты Fortran 77, Fortran 90 и Fortran 95

## Поддерживаемые архитектуры
- SPARC
- x86 и x86-64

## Поддерживаемые ОС
- Solaris и OpenSolaris, в том числе ОС, построенные на ядре OpenSolaris, такие как Nexenta.
- Linux

## Применение в исследованиях
Среда разработки используется в исследовательских целях. В частности, различными группами специалистов на ней была проведена серия исследований возможности смешанной аппаратно-программной реализации транзакционной памяти: с помощью Sun Studio были построены и изучены прототипы гибридной транзакционной памяти (англ. Hybrid Transaction Memory, HyTM) и фазовой транзакционной памяти (англ. Phase Transaction Memory, PhTM).